# Evangelio de Lucas

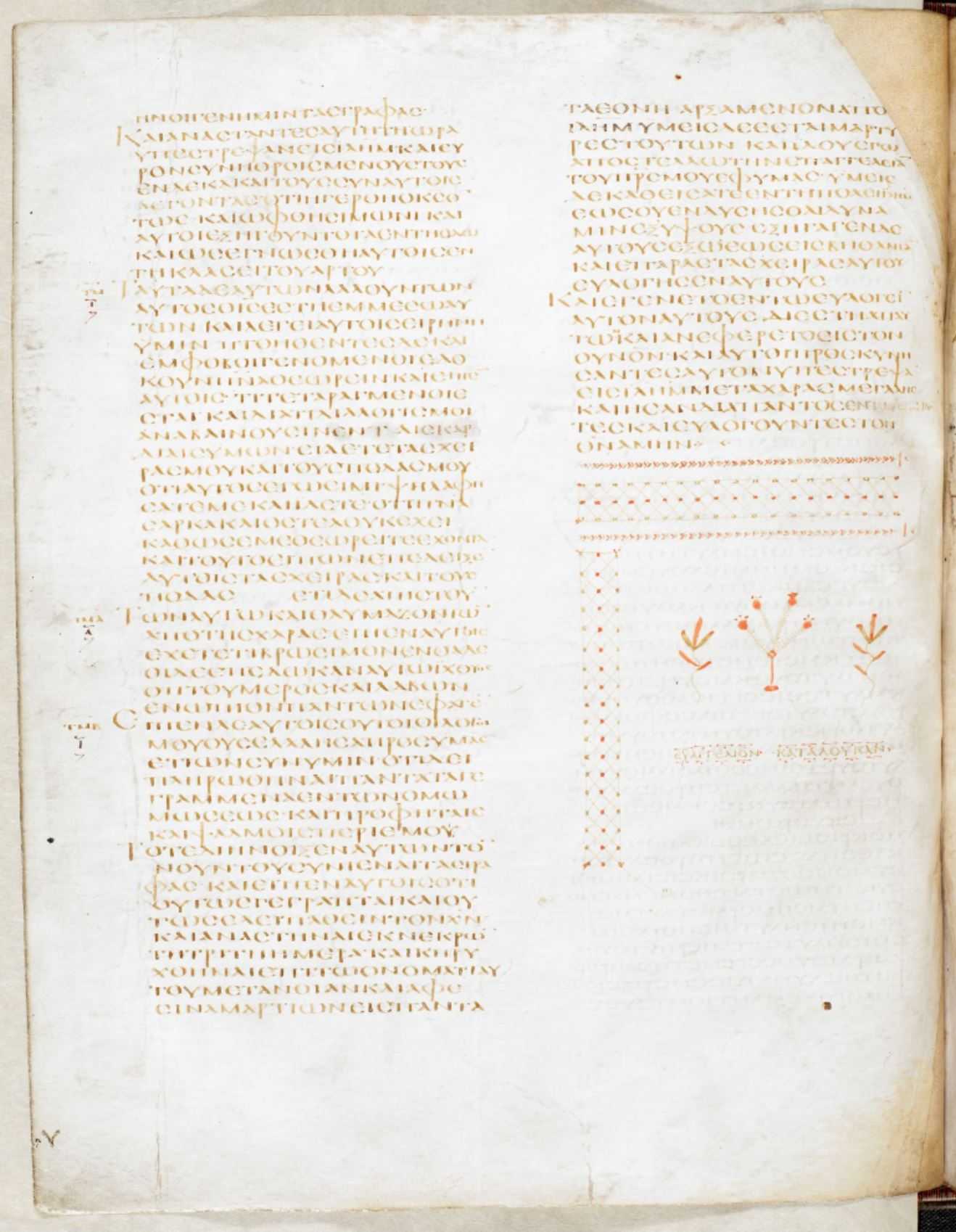
Final del Evangelio de Lucas en el Códice alejandrino, del, el tercero más antiguo conocido (siendo los anteriores el Códice sinaítico y el Códice vaticano).

El Evangelio de Lucas, abreviado Lc, es el tercero y más extenso de los cuatro evangelios canónicos del Nuevo Testamento bíblico. 
Relata la vida de Jesús de Nazaret, centrándose especialmente en su nacimiento, ministerio público, muerte, resurrección y termina con el relato de su ascensión. El propósito de Lucas, al escribir una historia de la vida, muerte y resurrección de Jesucristo, era que las personas fuera de la fe y cultura judía pudieran entender el mensaje de salvación.
En griego su título se escribe Κατά Λουκᾶν εὐαγγέλιον [katá loukán euanguélion].

## Finalidad
Su evangelio tiene una finalidad pastoral: su intención es la profundización de la fe, mostrando a Cristo como el salvador de los hombres, resaltando su espíritu de misericordia.

## Género
Aunque el evangelio se considera en sí un género literario, la opus lucanum (‘obra de Lucas’) puede también enmarcarse, por lo que él mismo dice, dentro de la historiografía helenística.
Lo que lleva a pensar así es la presentación que el autor hace en el prólogo:
- Ha investigado (παρακολουθέω).
- Los hechos (πράγματα).
- Pretende hacer una narración (διήγησις); no habla, como Marcos, (εὒαγγέλιον).
- La crítica de la redacción nota que, cuando corrige a Marcos, frecuentemente no es solo por mejorar el griego, sino para acercar más el texto al género histórico.
- En algunos momentos pone una datación sincrónica, como al inicio del Evangelio (Lc 1, 5), al inicio del capítulo 2 y al inicio del capítulo 3. Esto es una convención historiográfica que Lucas respeta.
- Usa discursos en boca de personalidades importantes para explicar el contenido de algunos hechos (otro recurso que se usaba en la historiografía grecorromana).

## Autoría

### Tradición
Ante todo, la tradición ha sostenido unánimemente que este Evangelio es solo la primera parte de una obra de dos volúmenes, el segundo de los cuales serían los Hechos de los Apóstoles. Este dato es aceptado casi unánimemente por los estudiosos, ya que ambas obras están dedicadas a un mismo personaje, un tal "Teófilo". El autor del libro de los Hechos, además, hace en su prólogo referencia a una obra precedente. Se ha subrayado además la homogeneidad de estilo y de pensamiento de estos dos libros.
Aunque el evangelio se considera anónimo porque no está firmado, tradicionalmente se ha atribuido a Lucas, el «médico querido» al que alude Pablo de Tarso («san Pablo») en su Epístola a los colosenses. 
Adolf von Harnack buscó confirmar que se trataba del mismo Lucas analizando el vocabulario del escrito y mostrando que, de los otros evangelios, este era el que tenía más términos médicos.
Según la tradición, aunque Lucas nunca conoció a Jesús, tras su conversión al cristianismo, fue discípulo de Pablo de Tarso, a lo cual se atribuye que en algunos momentos de los Hechos de los apóstoles, también de su pluma, hable en primera persona plural durante algunos de los viajes de este. Además, algunos postulan contactos con Pedro y Marcos,  así como con María (madre de Jesús).
El contacto con María le habría permitido narrar en su evangelio numerosos hechos de la infancia de Jesús.

### Puestas en duda
No fue hasta el siglo XX que comenzaron a plantearse las dudas sobre el dato de la tradición. La atribución a Lucas presenta problemas, sobre todo por la diferente visión de Pablo y de sus iglesias que presenta este evangelio con respecto a las epístolas paulinas.
De lo que el propio autor afirma en su prólogo puede deducirse que no conoció personalmente a Jesús, pues, según su propio testimonio, fue escrito tras haber «investigado diligentemente todo desde sus orígenes» consultando con «testigos oculares y servidores de la palabra». Tampoco es probable que sea habitante de Israel, ya que sus conocimientos sobre la geografía de esta región y sobre las costumbres judías son muy generales y a veces equivocados.
El erudito bíblico cuáquero Henry Cadbury (1883-1974) estudió la afirmación del Canon de Muratori sobre la autoría de esta obra.
Para entender cómo se puede haber llegado a allí, buscó entender el contexto del siglo II d. C. Así pues descubre que en ese tiempo, cuando se está formando el canon, se dan dos fenómenos particulares: por un lado se tiende a atribuir los textos sagrados a personajes con autoridad (como a Pedro, a Pablo, a Bernabé...), y por otro lado la tradición se incrementa a partir de los datos existentes en los textos (por ejemplo, si Pablo habla de «Lucas el médico», si encontramos un personaje que se llama Lucas diremos que es médico). 
Cadbury llega a la conclusión de que el Canon de Muratori no tiene valor histórico, pues lo que dice de que «no vio personalmente en carne a Cristo», es porque lo tomó del prólogo del Evangelio; cuando dice que anduvo con Pablo es porque se lo atribuye de la sección «nosotros» de Hechos de los Apóstoles, y el dato que fue médico lo sacaría de algunas cartas de Pablo. La teoría de Cadbury es sugestiva, pero un punto débil de la teoría es, sin duda, lo que afirma J. M. Creed: «Lucas no es una personalidad prominente en la época apostólica... Si el Evangelio y los Hechos de los Apóstoles no hubiesen primero pasado bajo su nombre, no hay razón obvia por la cual la tradición debería haberlos atribuido a él».
Por otro lado el mismo Cadbury admite que su propuesta de cómo se llegó a afirmar que el compañero de Pablo en la sección "nosotros" de Hechos era el Lucas de Colosenses es solo una conjetura.

### Actualidad
Hoy en día, aunque con muchas excepciones, más estudiosos suelen admitir que hubiese una tradición primitiva básicamente histórica que afirmase que Lucas, un sirio de Antioquía, influenciado por Pablo, fuese el autor; también formaría parte de esta tradición que escribió su obra en Acaya y que murió en Beocia o en Tebas (Grecia). Esta tradición básica se habría desarrollado posteriormente basándose en lo que el propio autor afirma en su prólogo o Pablo en sus cartas: que no conoció personalmente a Jesús, pues, según su propio testimonio, fue escrito tras haber «investigado diligentemente todo desde sus orígenes» consultando con «testigos oculares y servidores de la palabra». Que viajó un tiempo con Pablo (pues en los Hechos hay una sección cuando habla de "nosotros"), que fue médico (como dice Pablo en la carta a los Colosenses de un tal Lucas), etc. El hecho de que sus conocimientos sobre la geografía de Judea y sobre las costumbres judías sea muy genérico y a veces equivocado, refuerza la opinión de que no procedía de esa región.

## Datación

### Argumentos para una datación tardía
La mayoría de los autores sitúan la composición de este evangelio en la década de los 80 d. C., debido a que suponen que Lc 21, donde se describe la destrucción del Templo de Jerusalén, acontecida el año 70, es una narración post eventum; es decir, que Lucas estaría poniendo en boca de Jesús una profecía que ya se había cumplido. Así, refiriéndose al templo Jesús dice: «llegarán días en que no quedará piedra sobre piedra que no sea derruida» y, respondiendo a la pregunta de cuándo sucedería responde: «Cuando oigáis hablar de guerras y revoluciones, no os aterréis; porque es necesario que sucedan primero estas cosas, pero el fin no es inmediato» y «Se levantará nación contra nación y reino contra reino».
Sin embargo las dataciones más tardías tienen que explicar varios datos que parecen sugerir una datación anterior:
- La presencia de este evangelio en el papiro P75 (hacia el año 200) y la mención del evangelio de Lucas que hacen Ireneo de Lyon y el fragmento muratoriano hacia el año 180 es extraña si fuera de finales del siglo I; es poco tiempo para haberse difundido tanto.
- La conclusión abrupta de los Hechos de los Apóstoles, segunda parte de la obra, donde, contrariamente a lo que se esperaría, no se narra la muerte de Pablo, parecería indicar que Pablo no habría muerto aun cuando se compuso. Pablo murió bajo Nerón hacia el año 64. Sin embargo quienes sostienen la datación tardía explican que Lucas este final abrupto es solo aparente, pues Lucas querría demostrar que el Evangelio llegó hasta los confines de la tierra, y esto lo logra cuando Pablo llega a Roma. De modo que, aunque Pablo hubiese muerto, Lucas habría escrito este final.
- La sección "nosotros" de los hechos: Si Lucas viajó con Pablo, en los años 50, no pudo sobrevivir demasiado tiempo al apóstol.
- Parece que Lucas no conoce las cartas de Pablo, ya extendidas a finales del siglo I d. C. (como atestigua la segunda epístola de Pedro), pues si fuese así no daría datos que contrastan con estas.

### Argumentos para una datación temprana
Quienes ponen la composición de este evangelio mucho antes (Vf. Robert Lisle Lindsey; David Flusser; J. B. Orchand; B. Reicke; J. A. T. Robinson) se basan en los siguientes argumentos:

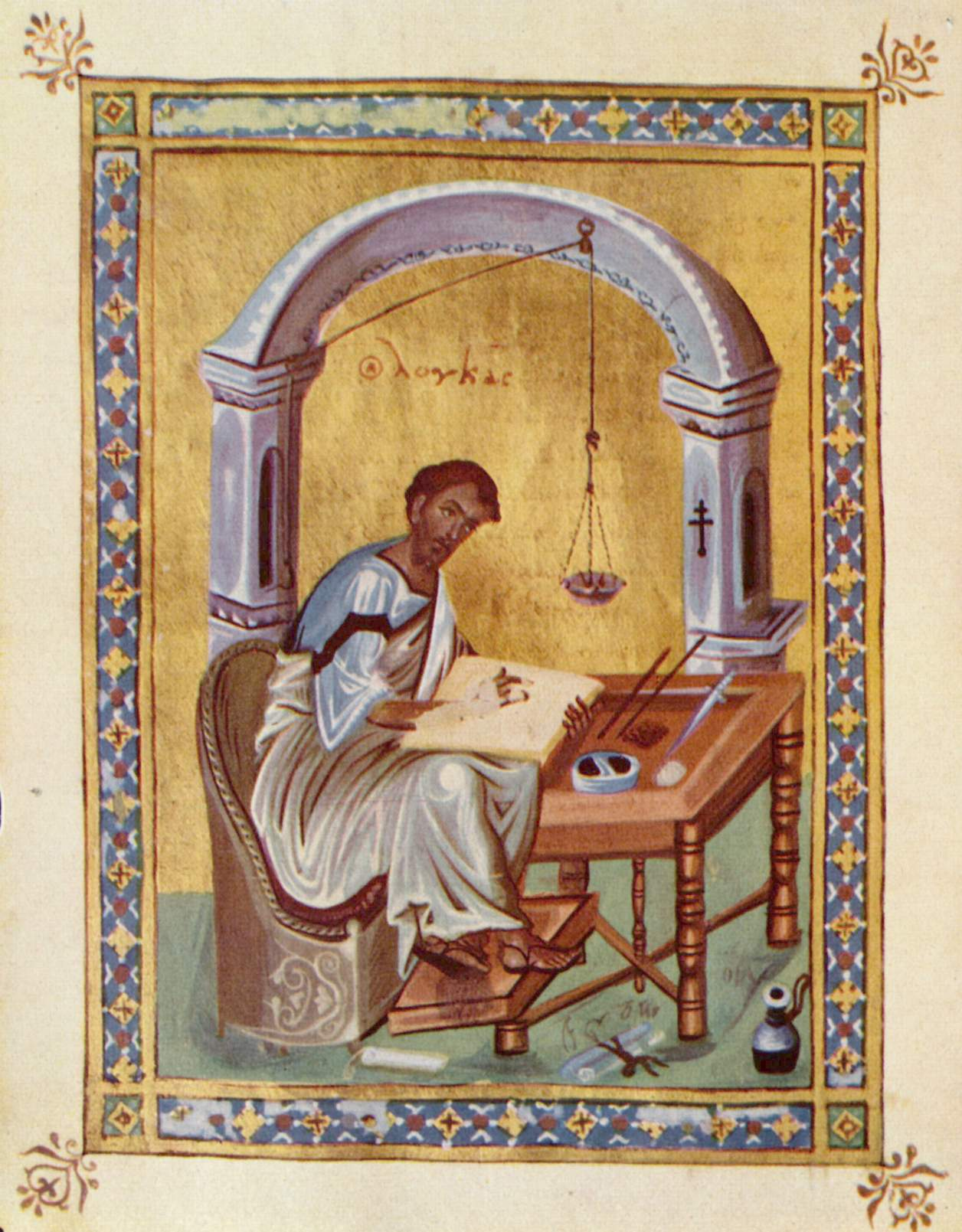
Ilustración bizantina del : Lucas escribiendo su evangelio.

1. Algunos autores (C. C. Torrey; C. H. Dodd) exponen que Lucas 21 no da ningún detalle histórico de la destrucción de Jerusalén, sino que toma todas las imágenes del Antiguo Testamento (Jeremías 21; Zacarías 12; 14; Esdras 9; Salmo 79; Ezequiel 40–48; etc.).
Así, en algunos de estos pasajes citados, también se dice:
- «Judá será sitiada, lo mismo que Jerusalén, y todas las naciones de la tierra se juntarán contra ella» (Libro de Zacarías, 12).
- «Porque yo reuniré a todas las naciones para combatir contra Jerusalén. La ciudad será tomada, las casas serán saqueadas y violadas las mujeres» (Libro de Zacarías, 14).

También Ezequiel, en el contexto de la toma de Jerusalén por Nabucodonosor II, describe Jerusalén sitiada (cap. 24) y su toma (cap. 33), aportando descripciones que pudieron haber sido tomadas por Lucas.
En esta misma línea argumental, se dice que de tratarse de una profecía post eventum podría haberse enriquecido la descripción aludiendo, por ejemplo, al fuego, pues el Templo fue incendiado.
2. La destrucción de Jerusalén y de su templo es profetizada en Daniel 9:26: «...se quitará la vida a un ungido y no le quedará nada y el pueblo de un príncipe que ha de venir destruirá la ciudad y el santuario».
3. Otros personajes, como Jesús, el hijo de Ananías, también predijeron la destrucción del templo, según Flavio Josefo en su Guerra de los judíos VI, 300-309.
4. Ni el Evangelio de Lucas ni los Hechos de los Apóstoles mencionan el cumplimiento de esta profecía, lo que supone un indicio de que el Templo no había sido destruido en el momento de escribirse, especialmente si se considera que en las profecías post eventum se describe su cumplimiento, como en Juan 21:18–19 (profecía post eventum sobre la muerte de Pedro) y en Hechos 11:28 (probable profecía post eventum de un periodo de hambre que aconteció con Claudio).
5. Las recomendaciones de Jesús de huir a las montañas de Judea no fueron seguidas, pues los cristianos de Jerusalén huyeron a Transjordania.
6. Los Hechos de los Apóstoles, del mismo autor y presentado en el prólogo como segunda parte del Evangelio de Lucas, finaliza con Pablo sometido a arresto domiciliario en Roma, lo cual ocurrió el año 62. Por ello, es lógico pensar que Hechos fue escrito hacia ese año y, dado que se escribió como segunda parte del evangelio de Lucas, este tendría que haber sido escrito algún tiempo antes, quizás a finales de los años 50 o inicios de los 60. Este argumento cobra más fuerza cuando se considera que una tercera parte de Hechos narra el arresto y proceso de Pablo, lo cual hace más extraño aún el que no se narre su muerte si ya hubiese acontecido.
7. En el capítulo 8 de la Segunda epístola de Pablo a los Corintios, escrita en un arco que oscila entre el año 54 y el año 57, se alude a que Pablo envió a Corinto a Tito y «al hermano, cuyo renombre a causa del evangelio se ha extendido por todas las iglesias» y que «fue designado por elección de todas las iglesias como compañero de nuestro viaje».
Algunos eruditos como Julián Carrón Pérez y José Miguel García Pérez, pertenecientes a la escuela exegética de Madrid, en su libro Cuándo fueron escritos los Evangelios, interpretan que el «hermano» que acompañó a Tito, famoso por su proclamación del Evangelio, fue Lucas y que la proclamación del Evangelio solo podía realizarse llevando consigo un libro que contuviera el Evangelio.

### Argumento sobre el origen arameo de Lucas
Aunque el consenso sobre el origen griego del Evangelio de Lucas es amplio, Anderson considera tener suficientes argumentos para afirmar que la obra fue escrita originalmente en arameo, antes del año 70, y fue dirigida a Teófilo ben Anás, sumo sacerdote (saduceo) entre los años 37-42 d. C., cuñado de Caifás.
Anderson resalta ciertos datos internos que apuntan hacia la dirección de que el destinatario no podía ser un gentil, sino que debía ser un piadoso judío: evidencia que en la obra se presuponen conocimientos avanzados del judaísmo (por ejemplo, los cambios de turnos de los sacerdotes [Lc 1:8-9]), se enfatizan algunas profecías del Antiguo Testamento y se presenta a Jesús y a cuantos le siguen como piadosos y devotos practicantes de la Ley de Moisés. El hecho de que el griego de Lucas sea más clásico que el de los otros evangelios, siempre a juicio de Anderson, no sería un obstáculo para esta teoría, pues también el griego del historiador Flavio Josefo era muy bueno (más que el de Lucas) y, sin embargo, Josefo mismo declaró en sus escritos que el idioma original de su obra fue el hebreo (Antíquitates, prefacio). A estas consideraciones se añade que, a juicio de algunos científicos, el fragmento 4Q246, escrito en arameo antes del año 70 d. C., sería una cita del Evangelio según san Lucas (Lc 1, 32-33. 35), convirtiéndose así en el testimonio más antiguo del Nuevo Testamento y una prueba de que la lengua original del Evangelio fue el arameo.
Hay que decir, sin embargo, que esta opinión no es seguida entre los estudiosos de Lucas, y que prácticamente no se encuentra reflejada en la literatura científica actual sobre el tercer Evangelio.

## Autenticidad de algunos textos

### Lc 1, 5 - 2, 52
Esta sección del evangelio contiene una serie de características que lo diferencian del resto de la obra. Por un lado el griego usado por el autor es mucho más semitizante que en el resto del opus lucanum, especialmente en los cánticos (Vg. en vez de "fuerza salvadora" usa la expresión "cuerno de salvación"). Toda la obra lucana tiene semitismos (es opinión corriente que el autor está imitando el griego de la Biblia de los Setenta), pero en esta parte son mucho más abundantes. Por otro lado hay muchos personajes que aparecen en estos capítulos que no volverán a verse (Zacarías, Isabel, Simeón, Ana). El Juan anunciado y nacido en el capítulo 1 no parece que tenga nada que ver con el que se presenta a partir del capítulo 3 (ver, por ejemplo, cuando en 7, 19 manda mensajeros a preguntar a Jesús sobre su identidad). También hay algunos temas teológicos tratados en estos dos primeros capítulos que no parecen tener la misma línea (o simplemente no se presentan) en el resto del evangelio: el Espíritu Santo, los ángeles (solo aparecerá uno en 22, 43, y es comúnmente aceptado que ese versículo no es lucano). Por último, al inicio del capítulo 3 encontramos una larga y precisa referencia cronológica, modo en el que solía comenzar el género histórico grecorromano. Parecería, en efecto, y sería muy lógico que tras el prólogo (1, 1-4) debería venir enseguida 3, 1. A estas constataciones se pueden dar, básicamente, dos soluciones:
Por ejemplo Julius Wellhausen considera que es un midrash judeocristiano insertado posteriormente a la obra lucana. Además parece que san Efrén, en su comentario al Diatessaron, no lo contempla.
También Hans Conzelmann llega a la conclusión de que la idea principal de la teología lucana consiste en la división de la historia en tres tiempos: de Israel, de Jesús y de la Iglesia. Según esta intuición considera que Lc 1-2 rompe con esta idea lucana, pues une el tiempo de Israel con el de Jesús. Conzelmann fue muy criticado por centrarse demasiado en un pasaje (en este caso Lc 16, 16) olvidando el resto.
La obra de Conzelmann dio pie a una serie de investigaciones sobre los evangelios de la infancia lucanos. Paúl S. Minnear demuestra que en varios lugares Lucas atribuye a Juan el papel de precursor, que es llamado "más que un profeta" y que es puesto al inicio de la vida pública de Jesús. De este modo es patente que Lucas no pretende dividir tanto a Juan y a Jesús como Conzelmann supondría.
Muchos otros desde entonces creen que Lc 1, 5 - 2, 52 son del mismo autor que el resto de la obra; que, a pesar de las diferencias, hay una unidad fundamental en el lenguaje que usa el autor. Esta hipótesis es sostenida, por ejemplo, por Plummer, von Harnack, Cadbury. En apoyo de esta teoría está el hecho que de las 62 palabras más frecuentes usadas en el resto de la obra, 46 aparecen también en esta sección. Para justificar el incremento de semitismos consideran que probablemente el autor usó fuentes de Palestina que cambió poco (sea del círculo de la familia de Jesús, sea de la Iglesia primitiva), o tal vez que quiso imitar más fuertemente el estilo de la Septuaginta. El hecho de que en 3, 1 parece comenzar el Evangelio se explicaría porque, aunque el autor sería el mismo, probablemente lo habría añadido años más tarde (incluso tras haber terminado los Hechos de los Apóstoles, obra con la que, de hecho, esta sección es muy afín en cuanto a la temática).
Otros, como Raymond Edward Brown y Joseph Augustine Fitzmyer, S.I., han sugerido que este pasaje haya sido añadido posteriormente por el mismo autor. De este modo se da razón del cambio de estilo, de los varios finales y principios que existen en el texto, etc., sin renunciar a la bastante probada autoría lucana.

### Lc 22, 23-45
Este es el texto que describe cuando Jesús suda gotas de sangre y es confortado por un ángel en Getsemaní. El problema en este pasaje se presenta únicamente por la crítica externa: falta en importantes manuscritos, entre ellos, según parece, en el Papiro 69, y ciertamente en la primera revisión del Codex Sinaiticus, el Vaticanus, en el Washingtoniano, en varias versiones y algunos padres de la Iglesia.
La explicación tradicional de estas omisiones en tan importantes y diversos volúmenes es que habría sido eliminado "por quienes sentían que la narración de Jesús abrumado por la debilidad humana era incompatible con su compartir la divina omnipotencia del Padre".
Sin embargo hoy en día hay bastante consenso (y así lo vio el consejo interconfesional de The Greek New Testament en su cuarta edición) en que es más probable que estos dos versículos "hayan sido añadidos a partir de una fuente muy primitiva, sea oral, sea escrita, de tradiciones extracanónicas concernientes a la vida y pasión de Cristo".

## Contenido
El evangelio de Lucas aporta noticias que no aparecen en los demás evangelios, como por ejemplo acerca de los primeros años de la vida de Jesús. También contiene bastantes detalles sobre la predicación de Jesús en las regiones de Galilea, Samaria, Judea y Perea. Por otra parte, contiene una versión reducida del llamado Sermón del monte, conocida como Sermón de la llanura. También son propias de este evangelio un conjunto de parábolas: la del buen samaritano, la de la moneda perdida, la del hijo pródigo, la del rico epulón y el pobre Lázaro, la parábola del juez inicuo y la viuda importuna, y la del fariseo y el publicano. Su relato de las apariciones de Jesús tras la resurrección es particularmente detallado, en particular la aparición ante los llamados peregrinos de Emaús.
Según Jaroslav Pelikan, el evangelio de Lucas se dirige fundamentalmente a lectores cristianos de origen no judío, como el Teófilo mencionado al principio. Uno de sus objetivos, en opinión de este historiador, sería demostrar ante las autoridades romanas, que ni Jesús ni sus seguidores suponían una amenaza para el Imperio romano.
Según Anderson H,R, el evangelio de Lucas se dirige a Teófilo ben Anás; sumo sacerdote saduceo entre los años 37 – 42 d. C., cuñado de Caifás, y por tanto a una audiencia saducea.